# Schoening Peak
Der Schoening Peak ist ein 4743 m hoher, steiler und felsiger Berggipfel im westantarktischen Ellsworthland. Er ragt am östlichen Rand des Gipfelplateaus des Vinson-Massivs 2,9 km östlich des Mount Vinson in der Sentinel Range des Ellsworthgebirges auf.
Das Advisory Committee on Antarctic Names benannte ihn 2006 nach dem US-amerikanischen Bergsteiger Pete Schoening (1936–2004), Teilnehmer der American Antarctic Mountaineering Expedition (1966–1967), bei welcher die Erstbesteigung des Vinson-Massivs und weiterer hoher Berge der Sentinel Range gelang.